# Everett Building (Manhattan)
El Everett Building en la 200 Park Avenue South y en la East 17th Street en Union Square en Nueva York, fue diseñado por la firma arquitectónica Starret & van Vleck y abrió en 1908. Goldwin Starrett, el arquitecto jefe, había trabajado durante cuatro años para Daniel Burnham en Chicago, y el edificio refleja la filosofía funcionalista de Burnham. Marcó el desarrollo de los rascacielos comerciales a prueba de fuego con interiores abiertos y exteriores clásicos y simples.
En 1988, el Everett Building fue designado Monumento de la ciudad de Nueva York.